# Перстрат
Перстрат  (лат. perstratum — вирівняний), — вплив однієї мови одразу на декілька інших у галузі духовної культури, техніки та науки. Цей термін запровадив Станіслав Семчинський. 
Перстратом для всіх європейських літературних мов є давньогрецька мова. Для багатьох мов це також і латина. Перстратний вплив часто пов'язаний із впливом певної релігії. Так давньогрецька та латина — це християнська релігія та культура, основою буддизму став санскрит, основою для ісламу — арабська мова, які також можна назвати перстратами. У Південно-Східній Азії перстратний вплив має китайська мова та китайська культура, на Близькому Сході — перська мова.